# Lista celor mai populate localități din Republica Moldova
Aceasta este lista celor mai populate 50 de localități din Republica Moldova, conform datelor de la recensământul din 2004, ordonate descrescător după numărul populației.
| Nr. | Localitate                          | Populație (locuitori) |
| --- | ----------------------------------- | --------------------- |
| 1   | Orașul Chișinău                     | 589 445               |
| 2   | Orașul Bălți                        | 122 669               |
| 3   | Orașul Cahul                        | 35 488                |
| 4   | Orașul Ungheni                      | 32 530                |
| 5   | Orașul Soroca                       | 28 362                |
| 6   | Orașul Orhei                        | 25 641                |
| 7   | Orașul Comrat                       | 23 327                |
| 8   | Orașul Ceadîr-Lunga                 | 19 401                |
| 9   | Orașul Strășeni                     | 18 320                |
| 10  | Orașul Căușeni                      | 17 757                |
| 11  | Orașul Drochia                      | 16 606                |
| 12  | Orașul Edineț                       | 15 624                |
| 13  | Orașul Vulcănești                   | 15 462                |
| 14  | Orașul Durlești                     | 15 395                |
| 15  | Orașul Hîncești                     | 15 281                |
| 16  | Orașul Ialoveni                     | 15 041                |
| 17  | Orașul Fălești                      | 14 931                |
| 18  | Orașul Călărași                     | 14 516                |
| 19  | Orașul Codru                        | 14 277                |
| 20  | Orașul Taraclia                     | 13 756                |
| 21  | Orașul Florești                     | 13 164                |
| 22  | Orașul Cimișlia                     | 12 858                |
| 23  | Orașul Sîngerei                     | 12 667                |
| 24  | Satul Congaz (Găgăuzia)             | 12 327                |
| 25  | Orașul Nisporeni                    | 12 105                |
| 26  | Orașul Basarabeasca                 | 11 192                |
| 27  | Satul Costești (raionul Ialoveni)   | 11 128                |
| 28  | Orașul Rîșcani                      | 11 104                |
| 29  | Orașul Glodeni                      | 10 465                |
| 30  | Orașul Rezina                       | 10 196                |
| 31  | Orașul Leova                        | 10 027                |
| 32  | Satul Cărpineni (raionul Hîncești)  | 9 954                 |
| 33  | Orașul Cricova                      | 9 878                 |
| 34  | Orașul Dondușeni                    | 9 801                 |
| 35  | Satul Copceac (Găgăuzia)            | 9 551                 |
| 36  | Orașul Ocnița                       | 9 325                 |
| 37  | Satul Baurci (Găgăuzia)             | 8 783                 |
| 38  | Orașul Briceni                      | 8 765                 |
| 39  | Satul Băcioi (mun. Chișinău)        | 8 644                 |
| 40  | Orașul Otaci                        | 8 469                 |
| 41  | Orașul Anenii Noi                   | 8 358                 |
| 42  | Orașul Ștefan Vodă                  | 7 768                 |
| 43  | Satul Corjeuți (raionul Briceni)    | 7 570                 |
| 44  | Satul Trușeni (mun. Chișinău)       | 7 546                 |
| 45  | Satul Pelinia (raionul Drochia)     | 7 538                 |
| 46  | Orașul Cupcini                      | 7 441                 |
| 47  | Satul Peresecina (raionul Orhei)    | 7 430                 |
| 48  | Satul Sipoteni (raionul Călărași)   | 7 370                 |
| 49  | Orașul Sîngera                      | 7 354                 |
| 50  | Satul Talmaza (raionul Ștefan Vodă) | 7 250                 |